# Ibisschnabel
Der  Ibisschnabel (Ibidorhyncha struthersii) ist eine Vogelart aus der Ordnung der Regenpfeiferartigen (Charadriiformes), der an Gebirgsbächen Zentralasiens lebt. Da seine nähere Verwandtschaft umstritten ist, wird er in eine eigene Familie gestellt. Er lebt hauptsächlich von den Larven von Eintags- und Steinfliegen.

## Merkmale
Der mittelgroße und kräftig gebaute Vogel hat eine Länge von 40 cm und ein Gewicht von 270 bis 320 g. Weibchen sind in der Regel etwas schwerer als Männchen. Das auffälligste Merkmal ist der stark gekrümmte Schnabel, der an Ibisse erinnert und nach dem der Vogel seinen Namen hat. Dieser ist 7 bis 8 cm lang, wiederum bei Weibchen ein wenig länger, und von dunkelroter Farbe.
Die Gefiederfarben sind unverwechselbar. Das Gesicht und der Scheitel sind schwarz oder dunkelbraun, ein weißes Band begrenzt diese Gefiederregion. Hinterkopf, Hals und Rücken sind blaugrau; zum Schwanz hin wird diese Farbe allmählich graubraun. Schwarze Querbinden mustern den hinteren Teil des Rückens und den Schwanz. Die Flügel haben eine graue Farbe, Hand- und Armschwingen sind schwarz. Ein schmales weißes und ein breites schwarzes Band setzen die graue Brust von dem weißen Bauch ab. Zwischen Männchen und Weibchen gibt es keinen farblichen Unterschied (Geschlechtsdimorphismus). Im Winterkleid ist das Gesicht nicht mehr einfarbig schwarz, sondern wirkt durch zahlreiche weiße Federn schwarz-weiß gestrichelt. Juvenilen Vögeln fehlen alle schwarzen Gefiederpartien, zudem ist ihr Schnabel grau gefärbt.
Die Beine des Ibisschnabels sind verhältnismäßig kurz, der Fuß ist tridaktyl. Basale Schwimmhäute befinden sich zwischen der äußeren und der mittleren Zehe, nicht aber zwischen der mittleren und der inneren Zehe. Auf den Beinen laufen Ibisschnäbel in gebückter Haltung umher, nur gelegentlich richten sie sich zu einem Rundblick auf. Sie können gut schwimmen. Fliegen tun sie nur, wenn es sich nicht vermeiden lässt.

## Verbreitung und Habitat

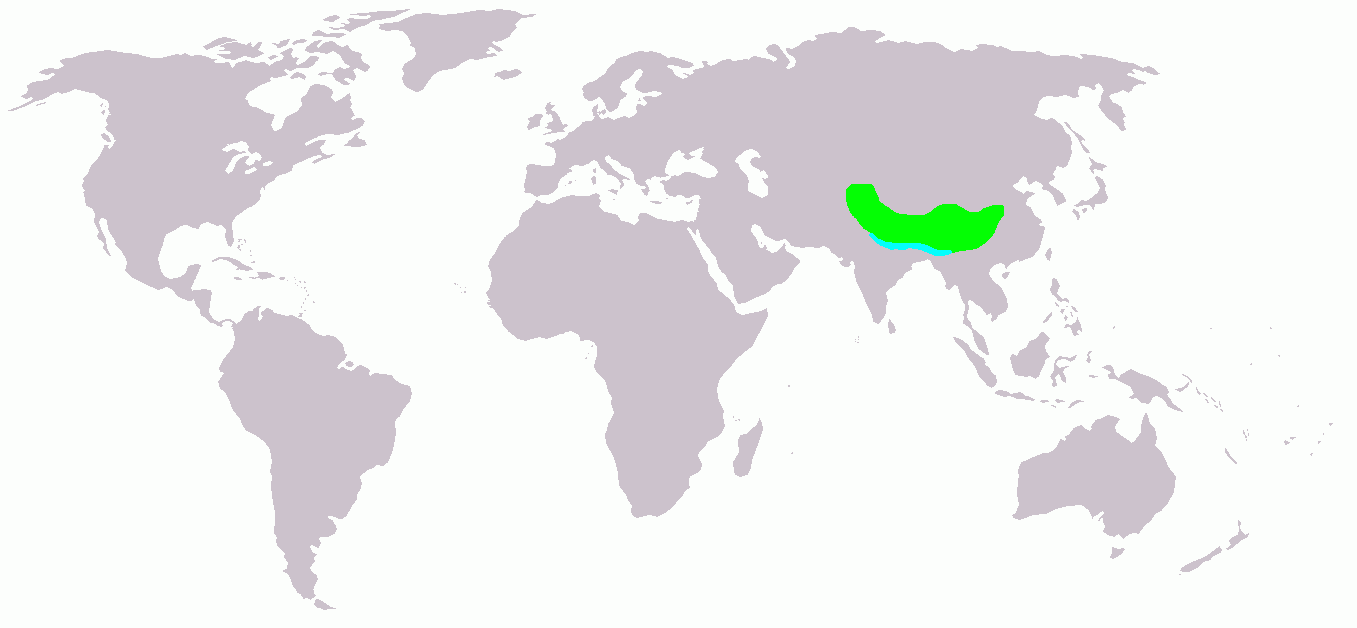
Verbreitung

Ibisschnäbel leben in Zentralasien. Zu den von ihnen bewohnten Ländern gehören Kasachstan, Turkmenistan, Usbekistan, Kirgisistan, Tadschikistan, Nepal und Bhutan. In Indien leben sie im äußersten Norden an den Hängen des Himalaya. Außerdem sind sie in weiten Teilen Chinas beheimatet, vor allem in Tibet und Xinjiang.
Das Habitat sind Gebirgsbäche mit steinigem Grund. Diese müssen langsam bis mäßig fließen und dürfen keine Vegetation aufweisen. Im Sommer leben sie in Höhen von 2000 bis 4000 m, im Winter wechseln sie in tiefere Lagen von 500 m und darunter.

## Lebensweise

### Aktivität
Der Ibisschnabel ist ein tagaktiver Vogel. Zur Brutzeit verteidigen die Paare ihre Reviere gegen jeden Eindringling, aber im Winter sammeln sich die Vögel manchmal in kleinen Gruppen von bis zu acht Individuen.

### Ernährung
Die Ernährung im Sommer weicht von der im Winter ab. Da Ibisschnäbel in tieferen Lagen überwintern, haben sie dann ein reichhaltigeres Nahrungsangebot, das neben Insekten auch kleine Fische und Krebstiere umfasst. Im Sommer spielen Fische keine Rolle, da sie in den schmalen Bächen der hohen Lagen kaum vorkommen. Über 90 % der Ernährung machen dann Insekten aus, und von diesen stellen Eintagsfliegenlarven und Steinfliegenlarven zusammen drei Viertel, mit großem Abstand gefolgt von Köcherfliegenlarven.
Für gewöhnlich stöbert der Vogel mit seinem Schnabel zwischen den Steinen des Gewässergrunds nach Beute. Oft verrückt er auch Steine mit Bewegungen seines Schnabels, um dadurch Kleintiere aufzuscheuchen. Die dritte Methode des Nahrungserwerbs ist das Aufpicken von der Wasseroberfläche.

### Fortpflanzung
Zur Brutzeit, die im März oder April beginnt, fangen die Paare an, Reviere zu verteidigen. Ein Revier umfasst 90 bis 1000 m eines Flussabschnitts, je nach Bestandsdichte ist es größer oder kleiner. In der Breite misst es etwa 100 m. Die Gelege finden sich auf Sandbänken, Kiesinseln oder Halbinseln und nur in seltenen Fällen abseits des Flussufers. Als Nest dient eine in den Sand gescharrte Grube oder eine von größeren Steinen befreite Stelle im Kies. Zwei bis vier Eier werden gelegt, die grünlichgrau gefärbt und mit braunen Flecken überzogen sind. Beide Elternvögel brüten. Zu dieser Zeit des Jahres kann es oft noch zu Neuschnee kommen, so dass man manchmal auf schneebedeckte brütende Ibisschnäbel stößt. Ihren Schnabel verbergen sie beim Brüten unter einem Flügel. Das Gefieder sorgt auf dem Kiesgrund für eine hervorragende Tarnung.
Die Jungen schlüpfen im Mai oder Juni. Sie verlassen nach wenigen Stunden das Nest, werden aber noch lange umsorgt. Bis zum 25. Lebenstag finden sie regelmäßig Schutz unter dem Gefieder der Elternvögel. Mit 45 bis 50 Tagen werden sie flügge. Bei Gefahr verharren die Jungen bewegungslos.

## Systematik
Die Zuordnung zu den Regenpfeiferartigen ist unumstritten, aber die Verwandtschaftsbeziehungen innerhalb dieser Ordnung sind nicht ganz geklärt. Während der Ibisschnabel früher den Schnepfenvögeln zugeordnet wurde, wird er heute meistens in einer eigenen Familie geführt. Als nächste Verwandte werden seit längerem die Austernfischer und Säbelschnäbler vermutet. In DNA-Analysen wurde eine enge Verwandtschaft der drei Taxa mittlerweile bestätigt.

## Gefahren
Der wichtigste Feind des Ibisschnabels scheint der Rotfuchs zu sein, der nistende Vögel und deren Junge erbeutet. Viele Gelege werden auch durch wechselnde Wasserstände zerstört. Der Mensch ist hingegen nur indirekt eine Gefährdung, wenn er Schafherden durch Flusstäler treibt, die die Gelege zertrampeln. In der Regel haben Mensch und Ibisschnabel kaum Berührungen. Da dem Vogel nicht nachgestellt wird und er ein großes Verbreitungsgebiet hat, wird er von der IUCN als nicht gefährdet geführt.